# Daniel Casper von Lohenstein

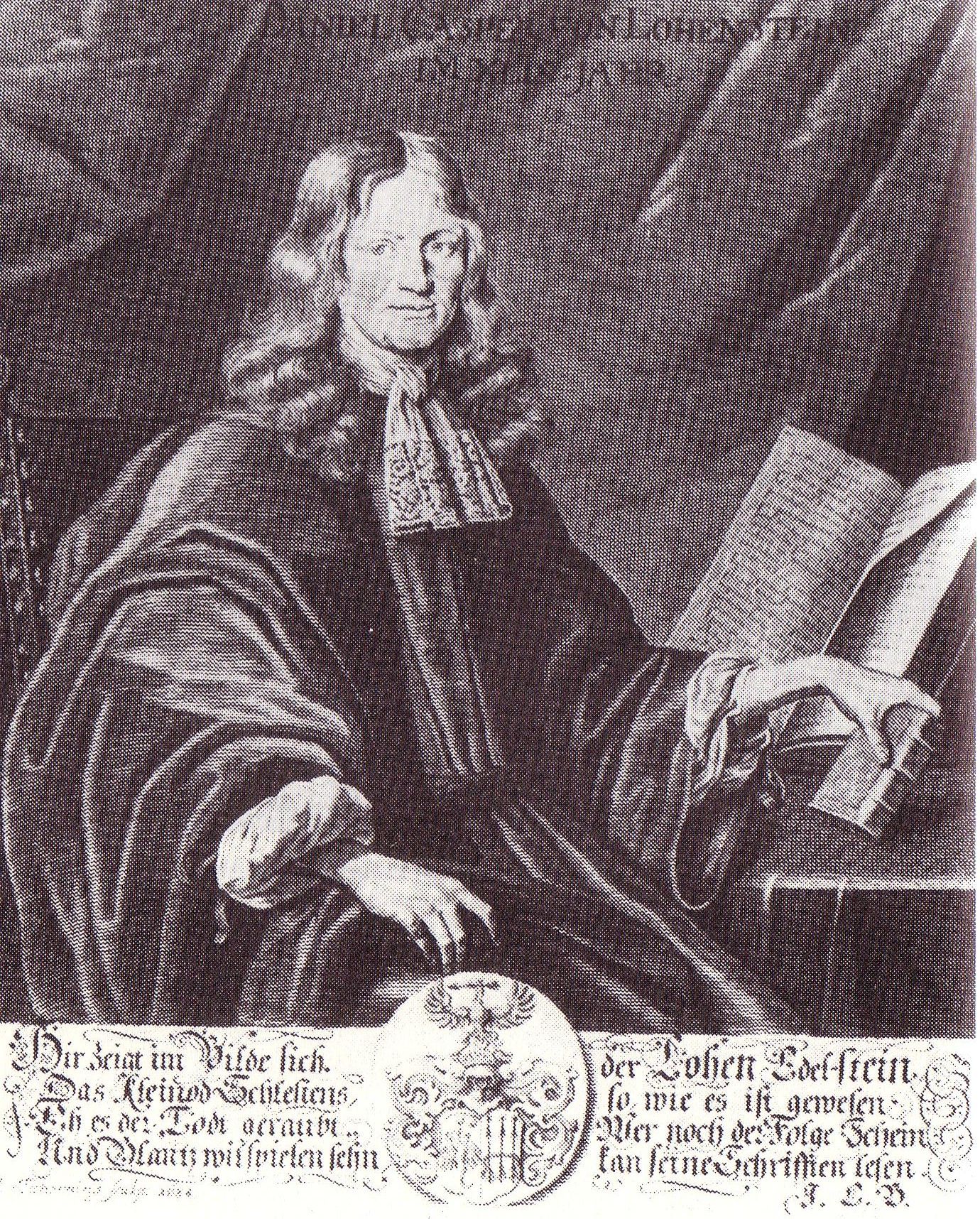
Daniel Casper von Lohenstein.

Daniel Caspar von Lohenstein (Nimptsch, 25 de enero de 1635 - Breslavia, 28 de abril de 1683), jurista, diplomático y escritor barroco alemán, figura destacada de la Segunda escuela de Silesia.

## Biografía
La familia Casper, llamada también a veces Caspar (en latín Caspari) provenía del principado de Brieg y fueron las actividades del poeta y diplomático las que la dieron a conocer. Daniel Caspar fue hijo del aduanero Johann Casper, consejero municipal y preboste de la villa de Nimptsch, y de Susanna Schädel von Greiffenstein. El padre fue autorizado a tener blasón en 1642 y devino miembro de la nobleza el diecisiete de julio de 1670, por lo que añadió a su apellido von Lohenstein. Daniel Caspar nació en el castillo de Nimptsch en 1635; allí sus padres se habían retirado durante la Guerra de los Treinta Años. Hizo la instrucción elemental en Breslavia y estudió leyes en Leipzig y Tubinga. Hacia 1660 empezó a escribir tragedias para que las representaran sus pupilos y las escuelas locales. El 30 de octubre de 1657, desposó a Elisabeth Herrmann, hija de Caspar Herrmann, bailío del consejero de la villa de Breslau. Tuvo cuatro hijos: Helena, Euphrosine, Elisabeth y Daniel. Tras representar al senado de Breslavia desde 1670, fue nombrado canciller imperial por Leopoldo I en 1675. Murió de apoplejía en 1683 en Breslavia.
Como escritor destacó especialmente por sus piezas teatrales barrocas, señaladas también por cierto influjo del clasicismo francés; es considerado por ello, y junto con Andreas Gryphius, el máximo creador del teatro barroco alemán; también destaca por una larguísima novela histórica inacabada de alrededor de tres mil páginas, Grossmüthiger Feldherr Arminius, cuyo título en español es El magnánimo condottiero Arminius, y que apareció póstuma.

## Obras

### Teatro
- Ibrahim, tragedia, 1653
- Cleopatra, tragedia, 1661
- Agrippina, tragedia, 1665
- Epicharis, tragedia, 1665
- Ibrahim Sultan, pieza, 1673
- Sophonisbe, tragedia, 1680

### Lírica
- Cypress-Tafel, 1652
- Blumen, poemas, 1680
- Geistliche Gedanken, poemas, 1680
- Trauer- und Lustgedichte, poemas, 1680

### Otras obras
- Denk- und Dankaltar, 1652
- Rechtsstreit der Schönheit und Freundlichkeit, 1657
- Trauer- und Trostgedanken, 1658
- Schuldiges Ehren-Gedächtnis, 1660
- Redender Totenkopf, 1662
- Erlangte Ewigkeit, 1664
- Großmütiger Feldherr Arminius, novela, 1689-90

- Datos: Q66942
- Multimedia: Daniel Caspar von Lohenstein / Q66942